# Henckelia meeboldii
Henckelia meeboldii är en tvåhjärtbladig växtart som först beskrevs av William Wright Smith och Ramaswami, och fick sitt nu gällande namn av A. Weber och Brian Laurence Burtt. Henckelia meeboldii ingår i släktet Henckelia och familjen Gesneriaceae. Inga underarter finns listade i Catalogue of Life.